# ماریانو تودتلی
ماریانو تودتلی (انگلیسی: Mariano Toedtli؛ زادهٔ ۲۳ مارس ۱۹۷۶) بازیکن سابق فوتبال اهل آرژانتین است که در پست مهاجم بازی می‌کرد. او بیشتر دوران حرفه‌ای خود را در اسپانیا گذراند.